# فرودگاه سن کارلوس (کالیفرنیا)
فرودگاه سن کارلوس (به انگلیسی: San Carlos Airport) یک فرودگاه همگانی بهره‌برداری هوایی با کد یاتا SQL است که یک باند فرود آسفالت دارد و طول باند آن ۷۹۲ متر است. این فرودگاه در شهر سن کارلوس، کالیفرنیا کشور ایالات متحده آمریکا قرار دارد و در ارتفاع ۲ متری از سطح دریا واقع شده است.